# メデファイドリン
メデファイドリン（Medefaidrin）あるいはオベリ・オカイメ（Obɛri Ɔkaimɛ）は、1930年代にナイジェリアのイビビオ族のキリスト教信徒によって作られた典礼言語であり、その起源は異言にもとづく。ナイジェリアのカラバル教会管区で1930年代に盛んに活動したオベリ・オカイメ教会で使用された。

## 言語
この言語の話者はメデファイドリンを「聖霊の言語」と見なしている。メデファイドリン語は教会のふたりの指導者であるマイケル・ウクポンとアクパン・ウドフィアによって作られた。彼らは聖霊がメデファイドリン語の単語をウクポンに示し、ウドフィアがそれを書きとめたと伝えている。当時イビビオ語には文字がなかったため、ウドフィアはメデファイドリン語を表記するための文字を創作した。
1936年に言語が完成した後、オベリ・オカイメ教会の信徒はメデファイドリン語で子供を教えるための学校を設立した。イギリスの植民地政府はこのことを許さず、同年学校を閉鎖した。それでも、典礼や讃美歌、信徒の間の書簡や契約を含む教会の活動においてメデファイドリン語は使われ続けた。その後いったんメデファイドリン語の使用は衰えたが、1986年になってウドフィアは再びイディデプの教会の日曜学校で教えはじめた。メデファイドリン文字で書かれた古い手稿は状態が悪く、21世紀になって保存のための努力が払われている。
構文において、メデファイドリン語はおおむね英語からの語彙入れ替えであるが、意味論は言語使用者の母語であるイビビオ語により近い。メデファイドリン語は声調でなく強勢によるアクセントを持つ言語であるが、イビビオ語の影響によって変わり得る。いくつかの英語に存在しない子音結合が存在する（イビビオ語には子音結合は存在しない）。定冠詞dei、およびいくつかの前置詞はおなじ意味の英語の単語と頭韻または脚韻を踏む：su (to)、fra（from）、nai（by）、kin（in）。しかしながら、大部分の単語は英語ともイビビオ語とも無関係で、特定の言語体系をもとにすることなく作られたようである。形態論はあまり高度な発達をみていないが、複数形の -s のようないくつかの要素は英語から取られている。二十進法および暦法はイビビオ語を模範にしている。暦年は4週間からなる月を16か月含む。

## 文字
メデファイドリン文字は、英語のアルファベットの強い影響を受けており、大文字と小文字の区別がある。また一人称代名詞atiuのための専用の文字がある。
2018年6月に発表されたUnicodeバージョン11.0で、追加多言語面のU+16E40からU+16E9Fまでにメデファイドリン文字のブロックが追加された。メデファイドリン文字のブロックには91文字が収録されている。32の大文字と32の小文字、0から19までの数字、1から3までの数字の簡略形、4つの句読点からなる。